# Footscray JUST
Footscray Jugoslav United Soccer Team, znany jako Footscray JUST – australijski klub piłkarski z siedzibą w Footscray, na przedmieściach Melbourne w stanie Viktoria działający w latach 1950-1990.

## Historia
Klub założony został w 1950 w Footscray, na przedmieściach Melbourne przez emigrantów z Jugosławii, głównie Serbów, Chorwatów i Bośniaków. Od 1953 roku Footscray występował w I lidze stanu Wiktoria - Victorian League Division 1. Występował w niej do 1976 roku, pięciokrotnie ją wygrywając, po czym przystąpił do nowo utworzonej National Soccer League. W NSL występował do 1989. Po spadku z NSL Footscray grał w Victorian State League, po czym po zakończeniu sezonu 1990, klub został rozwiązany.

## Sukcesy

### Rozgrywki krajowe
- Wicemistrzostwo National Soccer League: 1986

### Rozgrywki stanowe
- Mistrzostwo Victorian State League (VPL) (5): 1957, 1963, 1969, 1971, 1973
- Dockerty Cup (3): 1951, 1963, 1976
- Victorian Ampol Night Soccer Cup (6): 1955, 1956, 1957, 1960, 1965, 1975

## Piłkarze w historii klubu
- Jim Milisavljevic
- Branko Buljević
- Doug Utjesenovic
- Peter Ollerton
- Vlada Stosic
- Oscar Crino
- Gary van Egmond
- Warren Spink
- Ernie Tapai
- Zoran Nikitovic

## Trenerzy w historii klubu
- Ralé Rašić 1968
- Dragoslav Šekularac 1986

## Sezony wNational Soccer League[2]
| Sezon | Uzyskane Miejsce         |
| ----- | ------------------------ |
| 1977  | 8                        |
| 1978  | 12                       |
| 1979  | 10                       |
| 1980  | 9                        |
| 1981  | 13                       |
| 1982  | 14                       |
| 1983  | 12                       |
| 1984  | 9 w Southern Conference  |
| 1985  | 12 w Southern Conference |
| 1986  | 2                        |
| 1987  | 11                       |
| 1988  | 10                       |
| 1989  | 13 (spadek)              |